# Capitol Hill

Cảnh Capitol Hill nhìn trên cao từ phía đông: Tòa nhà Quốc hội Hoa Kỳ, Tòa nhà Tối cao Pháp viện Hoa Kỳ, và tòa nhà văn phòng Quốc hội Hoa Kỳ.

Capitol Hill (Đồi Capitol, Đồi Quốc hội), ngoài nghĩa chỉ Quốc hội Hoa Kỳ, còn là khu dân cư lịch sử lớn nhất ở Washington, D.C., trải dài về phía trước Tòa nhà Quốc hội Hoa Kỳ (Điện Capitol), dọc theo các đại lộ rộng rãi. Nó là một trong những khu dân cư lâu đời nhất ở Washington, DC, và với khoảng 35.000 người chỉ trong vòng dưới 2 dặm vuông (5 km2), nó cũng là một trong những dân cư đông đúc nhất.
Là một địa điểm địa lý nổi bật, Capitol Hill có cao độ tăng gần trung tâm Đặc khu Columbia và kéo dài về phía đông. Pierre (Peter) Charles L'Enfant, khi ông bắt đầu phát triển bản quy hoạch cho thành phố thủ đô liên bang mới năm 1791, đã chọn để đặt "Nhà Quốc hội" (tòa nhà Capitol) trên đỉnh đồi ở một địa điểm mà ông đặc trưng Như một "bệ chờ tượng đài". Tòa nhà Quốc hội là trụ sở của Quốc hội Hoa Kỳ và là nơi làm việc của nhiều cư dân của khu phố Đồi Capitol từ năm 1800.
Khu phố Capitol Hill ngày nay nằm ở hai góc tọa độ của thành phố, Đông Nam và Đông Bắc. Một phần lớn khu phố được chỉ định là Khu Lịch sử Đồi Capitol.
Tên Capitol Hill thường được sử dụng để chỉ cả khu vực lịch sử và khu vực rộng lớn xung quanh nó. Phía đông của Capitol Hill nằm bên sông Anacostia, phía bắc là hành lang Phố H, phía nam là Đường cao tốc Đông Nam / Tây Nam và Washington Navy Yard, và phía tây là Trung tâm Mua sắm Quốc gia và khu thương mại trung tâm của thành phố.
Tòa nhà Capitol nằm trong khu di tích lịch sử Capitol Hill được liệt kê trong Sổ bộ Địa danh Lịch sử Quốc gia Hoa Kỳ (NHRP), nhưng nó cũng được liệt kê riêng về NRHP. Khu di tích lịch sử Capitol Hill đã được mở rộng vào năm 2015 về phía bắc để bao gồm các lô đường có đường biên giới thứ 2, F Street, 4th Street, và phía nam đường H, NE, gọi chung là đầm Swampoodle Addition (Bổ sung).